# Union du travail
L'Union du travail (en polonais : Unia Pracy, UP) est un parti politique polonais issu de l’aile gauche du mouvement Solidarność qui fut d’abord connu au tout début des années 1990 sous le nom de Solidarité du travail (en polonais : Solidarność Pracy) et de membres du Parti socialiste polonais ouverts à une coopération avec les anciens communistes. Devenu allié de l'Alliance de la gauche démocratique (SLD), il a pris part à plusieurs coalitions de gauche et notamment à celles qui furent au pouvoir entre 1995 et 2005. L'UP est membre de l'Internationale socialiste et du Parti socialiste européen.

## Histoire
En 2001, l'Union du travail forme une première alliance avec le SLD : l'Alliance de la gauche démocratique - Union du travail (SLD-UP). Cette alliance remporte 41 % des voix lors des élections législatives de la même année et forme un gouvernement avec le Parti paysan polonais (PSL). Elle subit un sévère revers en 2004, ne recueillant que 9,3 % des voix aux élections européennes.
Il en résulte un éclatement de la coalition SLD-UP en quatre partis :
- l'Alliance de la gauche démocratique (SLD)
- l'Union du travail (UP)
- la Social-démocratie de Pologne (SdPl) issue d'une scission du SLD
- le Parti populaire démocratique (pl) (PLD)

Aux élections législatives de 2005, la SdPl, l'Union du travail et les Verts 2004 forment une nouvelle coalition tandis que la plupart des membres du PLD rejoignent Autodéfense de la république de Pologne et que le SLD se présente seul.
À la suite de la faible performance de la coalition SdPl-UP-Verts (avec seulement 3,9 % des voix, ils ne franchissent pas le seuil de représentativité fixé à 5 %) et le franc succès des partis de droite, une nouvelle alliance voit le jour : Gauche et démocrates, qui regroupe trois partis de gauche (SLD, SdPl, UP) et un parti centriste, le Parti démocrate - demokraci.pl.
La nouvelle coalition participe aux élections législatives de 2007 et remporte 13,2 % des voix. Le SLD, la SdPl et le Parti démocrate réussissent à faire élire une partie de leurs candidats à la Diète, mais l'UP n'a pas d'élu.
En 2008, une rupture éclate entre les partis de gauche et les démocrates : le Parti démocrate - demokraci.pl et la SdPl quittent la coalition, décidant de former une coalition avec les Verts pour les élections européennes de 2009 en Pologne.
L'Union du travail décide de rester avec le SLD : ensemble ils obtiennent 12,3 % des voix et 7 députés européens. Aux élections présidentielles de 2010, elle ne présente pas de candidat et soutient Grzegorz Napieralski, le candidat du SLD. Elle poursuit cette alliance pour les élections législatives de 2011 en concluant des accords avec le SLD.
En 2015, l'Union du travail participe à la création de la Gauche unie avec l'Alliance de la gauche démocratique (SLD), Twój Ruch (TR), Les Verts (Zieloni), le Parti socialiste polonais (PPS)) dans la perspectives des élections générales de 2015.
Le 27 février 2023, Nouvelle Gauche, La Gauche ensemble, le Parti socialiste polonais et l'Union du travail s'accordent pour se présenter unis aux élections parlementaires d'octobre 2023 au sein d'une même liste électorale "Lewica" (La Gauche).

## Sénateurs
de 2001 à 2005
- Marian Piotr Lewicki (pl)
- Grzegorz Andrzej Niski (pl)
- Andrzej Spychalski (pl)
- Adam Gierek (jusqu'en 2004)

## Parlement européen
- député européen : Adam Gierek (depuis 2004, réélu en 2009 et 2014)

## Résultats électoraux

### Diète
| Année | Voix                                      | %                                         | Rang                                      | Sièges   | Gouvernement                                                    |
| ----- | ----------------------------------------- | ----------------------------------------- | ----------------------------------------- | -------- | --------------------------------------------------------------- |
| 1993  | 1 005 004                                 | 7,3                                       | 4e                                        | 41 / 460 | Opposition                                                      |
| 1997  | 620 611                                   | 4,7                                       | 5e                                        | 0 / 460  | Opposition                                                      |
| 2001  | au sein du SLD-UP                         | au sein du SLD-UP                         | au sein du SLD-UP                         | 16 / 460 | Miller (2001-2003), Belka I (2003-2004) et Belka II (2004-2005) |
| 2005  | au sein du SdPL-UP-les Verts              | au sein du SdPL-UP-les Verts              | au sein du SdPL-UP-les Verts              | 0 / 460  | Opposition                                                      |
| 2007  | au sein de Gauche et démocrates           | au sein de Gauche et démocrates           | au sein de Gauche et démocrates           | 0 / 460  | Opposition                                                      |
| 2011  | avec l'Alliance de la gauche démocratique | avec l'Alliance de la gauche démocratique | avec l'Alliance de la gauche démocratique | 0 / 460  | Opposition                                                      |
| 2015  | au sein de la Gauche unie                 | au sein de la Gauche unie                 | au sein de la Gauche unie                 | 0 / 460  | Opposition                                                      |